# Імрієвці
45°19′ пн. ш. 18°05′ сх. д. / 45.31° пн. ш. 18.09° сх. д.
Імрієвці (хорв. Imrijevci) — населений пункт у Хорватії, у Пожезько-Славонській жупанії у складі громади Чаглин.

## Населення
Населення за даними перепису 2011 року становило 29 осіб.
Динаміка чисельності населення поселення:

## Клімат
Середня річна температура становить 10,56 °C, середня максимальна – 24,55 °C, а середня мінімальна – -5,51 °C. Середня річна кількість опадів – 778 мм.
| Клімат поселення                              | Клімат поселення | Клімат поселення | Клімат поселення | Клімат поселення | Клімат поселення | Клімат поселення | Клімат поселення | Клімат поселення | Клімат поселення | Клімат поселення | Клімат поселення | Клімат поселення | Клімат поселення |
| Показник                                      | Січ.             | Лют.             | Бер.             | Квіт.            | Трав.            | Черв.            | Лип.             | Серп.            | Вер.             | Жовт.            | Лист.            | Груд.            |                  |
| Середній максимум, °C                         | 6,63             | 7,82             | 12,17            | 16,58            | 21,55            | 24,55            | 24,09            | 23,70            | 19,71            | 14,49            | 8,80             | 4,88             |                  |
| Середня температура, °C                       | 0,57             | 1,74             | 6,08             | 10,50            | 15,48            | 18,49            | 20,46            | 20,08            | 16,08            | 10,86            | 5,18             | 1,25             |                  |
| Середній мінімум, °C                          | −5,51            | −4,34            | 0,02             | 4,42             | 9,41             | 12,41            | 16,83            | 16,43            | 12,44            | 7,22             | 1,53             | −2,38            |                  |
| Норма опадів, мм                              | 48               | 48               | 47               | 59               | 73               | 100              | 71               | 66               | 57               | 68               | 77               | 64               |                  |
| Середньомісячна швидкість вітру, м/с          | 2.13             | 2.38             | 2.64             | 2.55             | 2.28             | 2.10             | 2.04             | 1.92             | 1.93             | 2.02             | 2.12             | 2.20             |                  |
| Середньомісячна сонячна радіація, кДж/м²·день | 4359             | 7075             | 10904            | 15252            | 19042            | 21093            | 22020            | 20235            | 14896            | 9331             | 4977             | 3668             |                  |
| --------------------------------------------- | ---------------- | ---------------- | ---------------- | ---------------- | ---------------- | ---------------- | ---------------- | ---------------- | ---------------- | ---------------- | ---------------- | ---------------- | ---------------- |
| Джерело:                                      |                  |                  |                  |                  |                  |                  |                  |                  |                  |                  |                  |                  |                  |